# 葵区

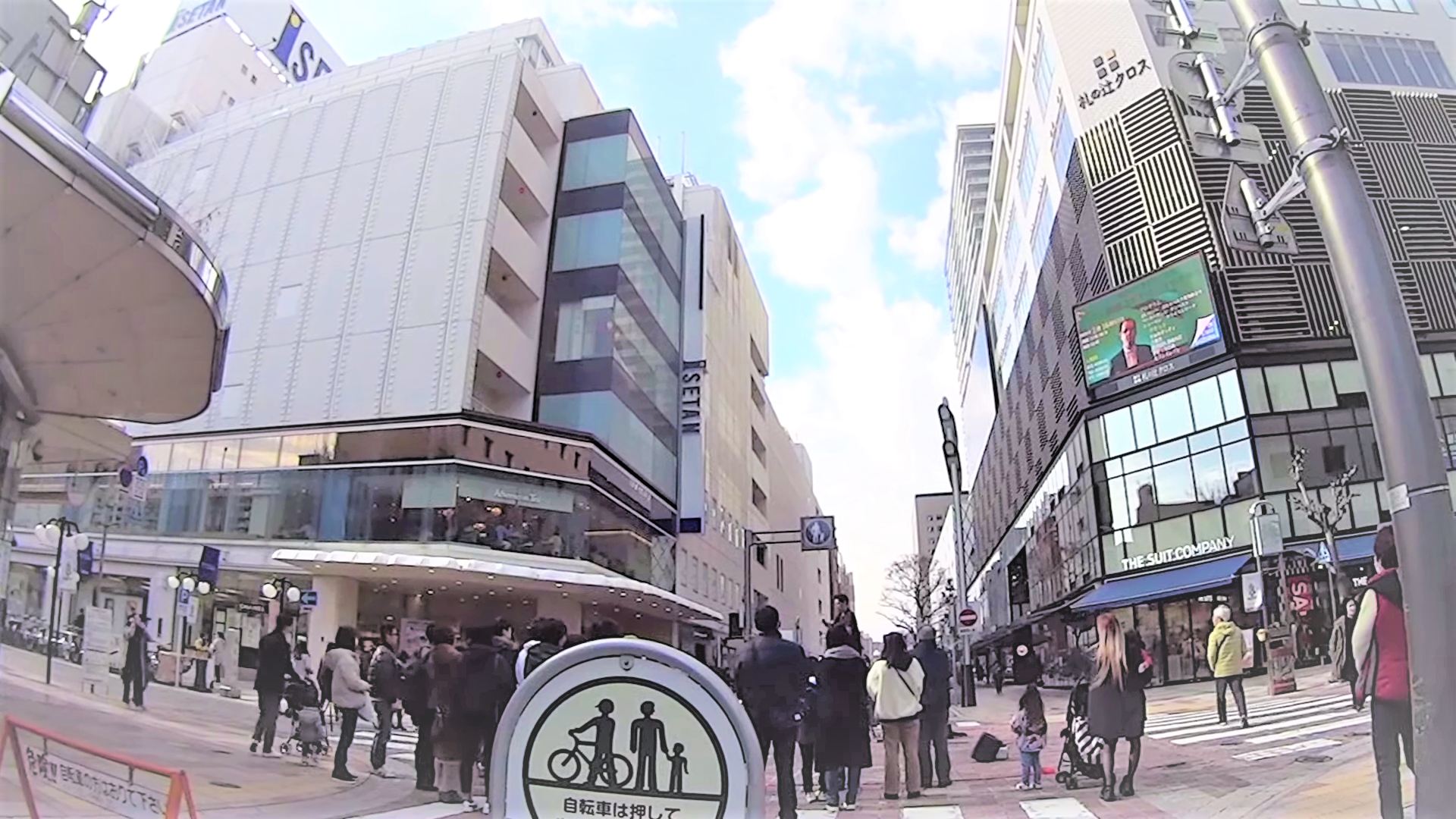
呉服町

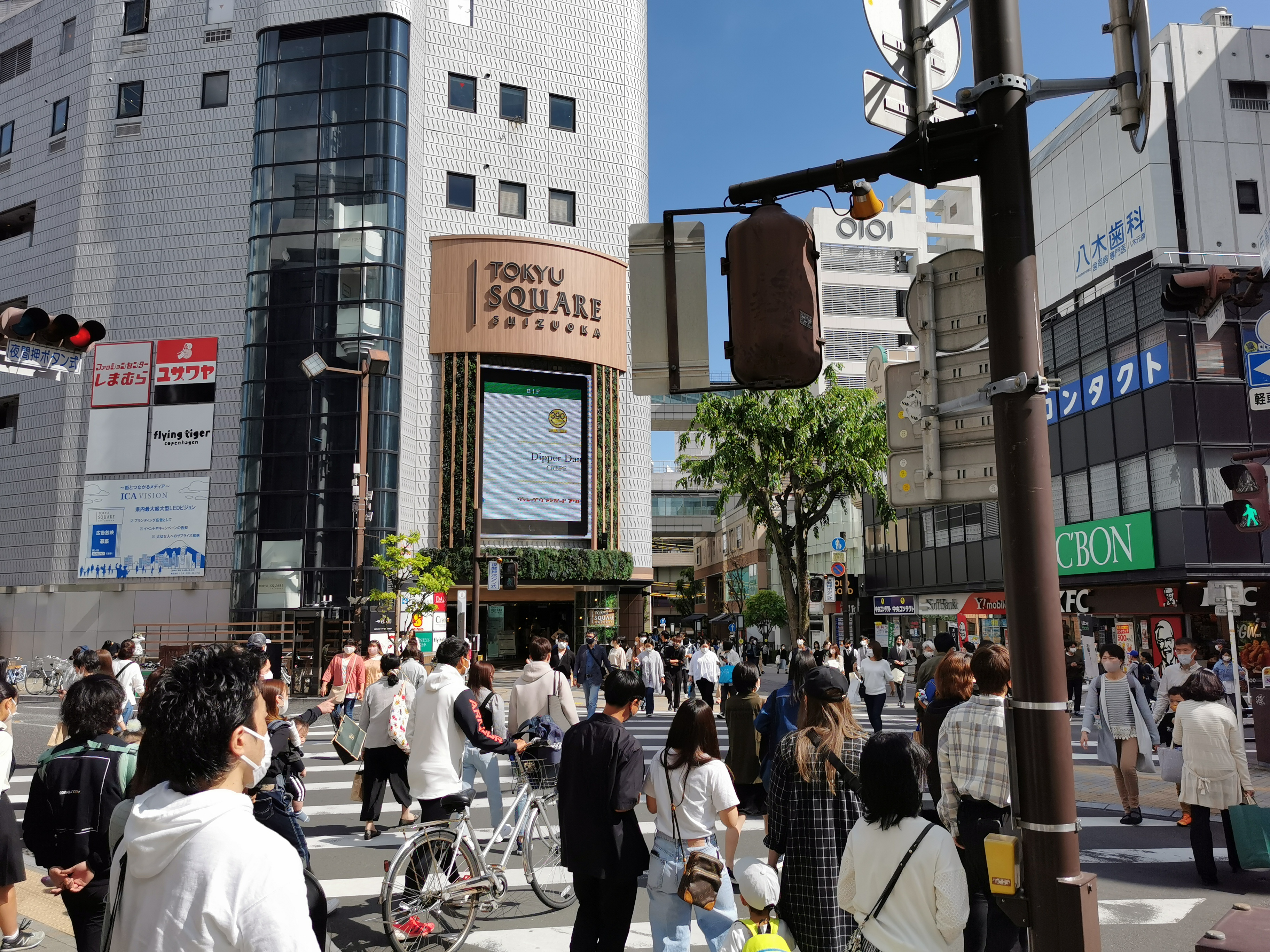
伝馬町

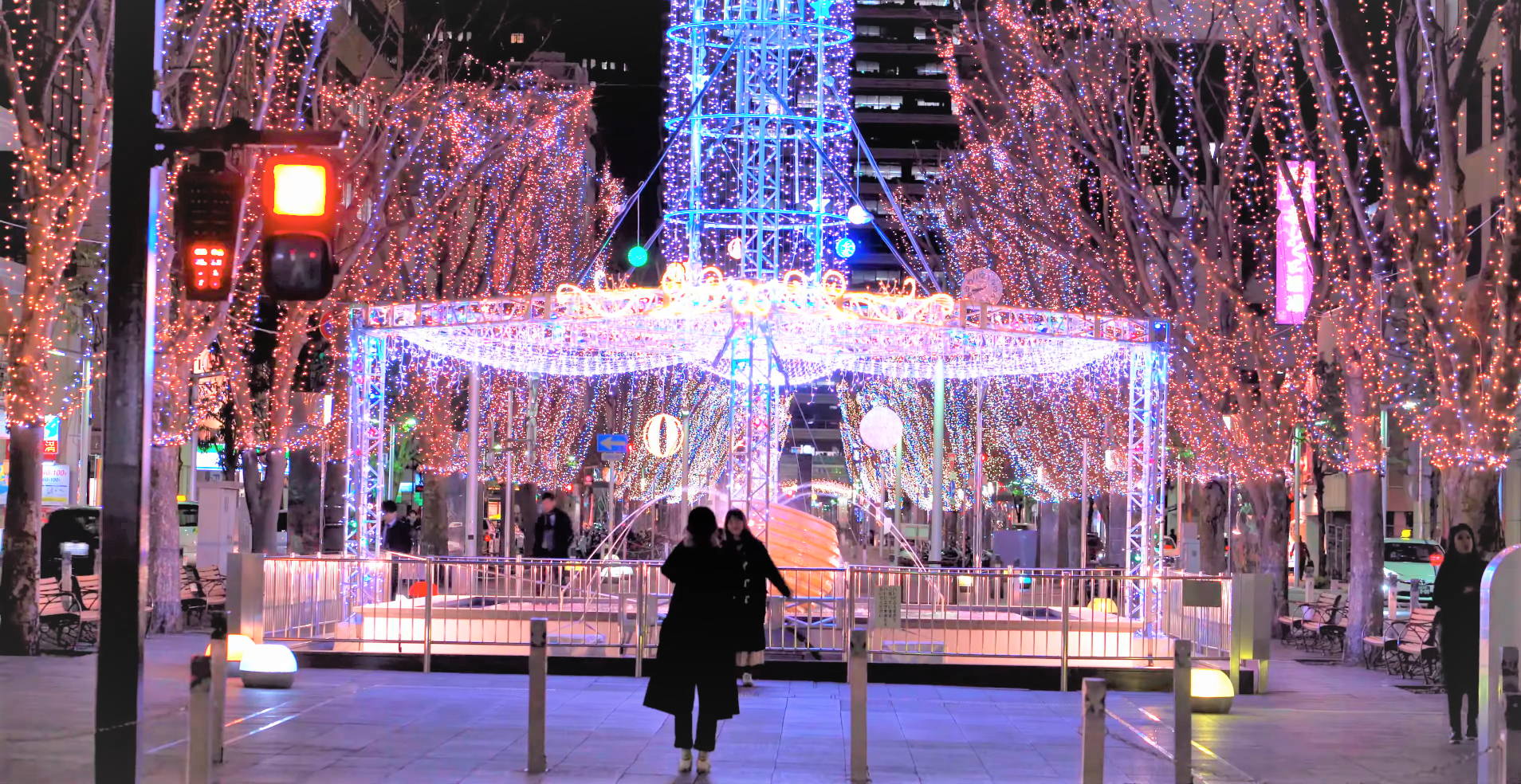
青葉通り

葵区（あおいく）は、2005年4月1日に誕生した静岡市の行政区の一つで、政令指定都市の行政区としては日本一の面積を誇る。

## 地理
区域は、概ね2003年4月1日に旧清水市と合併する前の旧静岡市域の内、東海道本線以北から旧長田村域を除いたものである。政令指定都市の行政区としては日本一の面積である。これは葵区の8割以上、静岡市全体の約60%の面積を占める山間部の旧安倍郡（面積849.36km2）を擁するためであり、市街地として利用しやすい低地や平地はきわめて狭小である。また静岡市内の最高地点（間ノ岳 標高3,189.5m）を有する。
葵区の人口のほとんどは区の南部の狭い平野部に集中し、駿河区とともに静岡市の中心市街地を形成している。静岡県の政治経済の中心地として、堅固な地震対策が施されている静岡県庁や静岡県警察本部の合同庁舎、各都市銀行の支店などが置かれている。南部は戦国期の今川時代から駿河地域の中枢であり、徳川時代には徳川家康が晩年に大御所政治を行った駿府城（現在の駿府城公園）が築かれ、紺屋町には陣屋が置かれた。徳川政権の事実上の副都として機能した駿府城南西面の一丁四方に整然と区画された町割りは、家康の行った当時のものとほとんど変わっていない。
区の北部は南アルプスの山々が連なり、人口は少ない。谷間には温泉が点在し、観光客を集めている。井川地区には区の支所が置かれているが、大井川鐵道井川線は川根本町方面に走っているため、区の中心との経済的結びつきはやや弱い。

### 広袤
国土地理院の全国都道府県市区町村別面積調によると、葵区の面積は1,073.75平方キロメートルである。
国土地理院によると葵区の東西南北それぞれの端は以下の位置。東端は弥生緑地、西端は光岳の南約1.5km百股沢の頭付近 、南端は新東名静岡SAの南約2.1km、北端は間ノ岳である。また、2010年国勢調査結果に基く人口重心は大岩4丁目32付近にある。
|                                                                             | 北端 北緯35度38分45秒 東経138度13分42秒 / 北緯35.64583度 東経138.22833度 ↑ | 人口重心 北緯35度00分05.67秒 東経138度22分49.40秒 / 北緯35.0015750度 東経138.3803889度 |
| 西端 北緯35度19分28.9秒 東経138度4分59秒 / 北緯35.324694度 東経138.08306度← | 区役所 北緯34度58分31秒 東経138度22分59秒 / 北緯34.97528度 東経138.38306度 | 東端 →北緯35度0分27秒 東経138度26分12.9秒 / 北緯35.00750度 東経138.436917度            |
|                                                                             | ↓ 南端 北緯34度56分59秒 東経138度17分31秒 / 北緯34.94972度 東経138.29194度 |                                                                                        |

### 安倍奥・井川
安倍川上流の安倍奥地区（旧梅ヶ島村・大河内村・玉川村。静岡駅から梅ヶ島までは45km）、藁科川上流の旧清沢村・旧大川村、大井川上流の旧井川村は、1969年1月1日に旧静岡市と合併した。
2005年4月1日、静岡市の政令指定都市移行に伴い、安倍奥と井川は、静岡市街地と共に葵区に含まれている。行政機関は、井川は「葵区役所井川支所」という扱いであり、安倍奥に至っては行政機関は設置されていない。安倍奥、奥大井では川に沿った標高の低い所に細く長く集落が点在している程度であり、最も大きい集落である井川本村ですら人口が500人に満たない規模なのでコスト面で行政機関を設置することが難しいのがその理由である。
井川は鉄道では島田・川根本町と通じているが、路線バスや乗用車で静岡市の市街地へ向かうことが多い。市街地に向かう県道は3本あるが、どの県道も山間部を縫うようにして通り狭い上、標高1000m超の富士見峠や大日峠を越える長いワインディング路であるため静岡市街地から井川ダムまで2時間近い所要時間がかかる。近年では長島ダム建設のおかげで大井川鐵道井川線閑蔵駅より大井川下流側の県道が非常によく整備されたため、スーパーマーケットやホームセンター程度の日用品の調達には川根本町、島田市川根町方面へ行くことが若干増えているようである。大井川鐵道井川線は本数も少なく、運賃もバスで静岡市街地に行くより高いので、生活の足としては向いていない。紅葉の時期などハイシーズンは多くの観光客で賑わいを見せるが、閑散期（特に冬）はほとんど乗客がおらず、その名の通り「閑散」としている。
井川・安倍奥地区は、富士川沿いのルートが開かれるまでは、山伏峠などを介しての甲州との交通の要衝であり、駿河侵攻の後、永禄年間末期には梅ヶ島金山は武田氏の直領となったことから、甲州と関係の深い地域であった。

### エリア別
葵区役所まちづくり振興課によるブロック分けに基づく分類とする。
第1ブロック（城内、横内）
- 市の中心市街地を形成。文教地区。
- 歴史的建築物が多い。
- 静岡まつり、大道芸ワールドカップin静岡は有名。
- 中心商店街である七間町名店街、呉服町名店街、呉六名店街、紺屋町名店街を抱える。

第2ブロック（安西、田町、駒形）
- 家屋密集地区で2000年の連続放火では被害が拡大。
- 安倍川花火大会ではさらに人が集まるので車が道路を通れなくなる。
- 静岡の地場産業である中小の木工関係を営む事業所が多い。
- 土木学会選奨土木遺産となっている「薩摩土手」は、家康の命で江戸時代初期に薩摩藩（鹿児島県）の人々によって安倍川を藁科川に合流させるために造られたと伝わる[8]。薩摩土手の一部は現在「さつま通り」と名付けられ幹線道路の静岡環状線の一部をなしている。

第3ブロック（安東、城北、麻機）
- 文教地区。静岡高校、城北高校、市中央図書館、城北公園など落ち着いた教育・田園地区（かつて静岡大学がこの地にあったことに由来する。）
- 単身赴任が一般的でなかった時代は優良企業の社宅なども多かった。

第4ブロック（井宮、賤機、美和）
- 新東名高速道路[注釈 5]関係事業で、道路拡張や商業の中心部からのシフトで発展しつつある。静清バイパス昭府ICは高架化工事中。
- 美和は新興住宅地。新東名の開通に伴い安倍川に架かる橋が増えるため、交通がさらに便利になることが期待される。
- 足久保は古くからの茶産地。

第5ブロック（大河内、梅ケ島、玉川、井川）
- 広大な山間部で、「安倍奥地区」とも呼ばれる。
- 井川地区には葵区役所井川支所が置かれている。
- 井川もみじマラソンはランナーの間で有名。
- 静岡駅と井川地区を結ぶバスは1日1往復（朝新静岡→畑薙第一ダム行、夕方畑薙第一ダム→新静岡行）となっていた（所要時間片道約2時間30分）が、2008年5月31日に直通バスが運行廃止となった。このため、井川地区の住民が公共交通機関で静岡市中心部へ出かける場合、新静岡から横沢までの路線バスと接続する井川地区自主運行バスを利用しなければならなくなったため、日帰りでは行き来がより一層難しくなった。
- 梅ヶ島温泉は古くからの名湯として知られる。
- 大河内地区の有東木（うとうぎ）はわさび栽培発祥の地で今でも一大産地である。また伊豆のわさび栽培もここがルーツである。
- 本山茶（ほんやまちゃ）の産地。

第6ブロック（服織、藁科、清沢、大川）
- 歴史的な寺が多い。
- 大川地区は頻繁に映画、ドラマの撮影に利用される。
- 本山茶（ほんやまちゃ）の産地。

第7ブロック（千代田、西奈）
- 中層住宅団地・医療施設が多い。
- 長尾川沿いの土手は散策に適している。
- 西奈地区からJRを利用の際は、静岡駅や東静岡駅より距離的に近い草薙駅が利用されることが多い。[要出典]同地区からは静岡駅行きのほか、少しではあるが、草薙駅方面のバス路線もある。

## 人口
国勢調査結果による。
- 2005年 - 262,764人[9]
- 2010年 - 255,375人[10]
- 2015年 - 253,593人[11]
- 2020年 - 249,297人[12]

## 歴史

### 災害

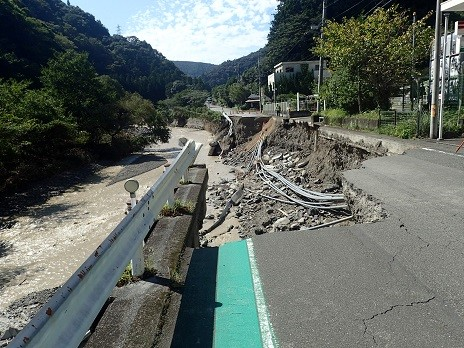
2022年の台風15号による国道362号路肩崩壊現場

- 2022年（令和4年）9月24日未明 - 台風15号での集中豪雨によって区内各所で土砂災害が発生。油山温泉で旅館が被災[13]したほか、送電線の鉄塔が崩壊した影響で、当日午後にかけて9万戸以上に及ぶ大規模停電が発生[14]。

### 治安・風紀の維持
- 2013年（平成25年）10月1日、静岡県は迷惑行為等防止条例を改正し、黒金町、紺屋町、呉服町二丁目、昭和町、鷹匠一丁目、伝馬町、常磐町一丁目、御幸町および両替町二丁目を客引きやスカウト、客待ち行為などを禁止する地域に指定した[15][16]。
- 2019年（令和元年）8月1日、静岡県は暴力団排除条例を改正し、黒金町、紺屋町、呉服町二丁目、七間町、昭和町、駿河町、常磐町一丁目、同二丁目、御幸町、人宿町一丁目、同二丁目および両替町二丁目を暴力団排除特別強化地域に指定。指定された町内では暴力団員との間でみかじめ料や利益供与のやりとりが禁止された。条例には両罰規定を設けられており、違反者は供与した側であっても懲役1年以下または罰金50万円以下の罰則が科されることとなった[17]。

## 隣接する自治体・行政区
- 静岡県
  - 静岡市（駿河区、清水区）
  - 島田市
  - 藤枝市
  - 榛原郡川根本町（境界の一部が未定）
- 山梨県
  - 南アルプス市
  - 南巨摩郡早川町
  - 南巨摩郡身延町
  - 南巨摩郡南部町
- 長野県
  - 飯田市
  - 伊那市
  - 下伊那郡大鹿村

## 交通

### 鉄道
- 東海旅客鉄道（JR東海）
  -  東海道新幹線
    - 静岡駅

  - CA 東海道本線
    - 静岡駅 - 東静岡駅

  - 中央新幹線（建設中）
    - 南アルプストンネル（建設中）が通過
- 静岡鉄道（静鉄）
  - S 静岡清水線
    - 新静岡駅 - 日吉町駅 - 音羽町駅 - 春日町駅 - 柚木駅 - 長沼駅 - 古庄駅
- 大井川鐵道
  - ■井川線
    - 井川駅 - 閑蔵駅

### バス
- 路線バス
  - しずてつジャストライン
  - 井川地区自主運行バス
  - 藤枝市自主運行バス朝比奈線

### 道路
高速道路
- 新東名高速道路
  - 新静岡IC
  - 静岡SA/SIC
- 東名高速道路
  - 区内を通過してるが区内にインターチェンジはない。最寄りのインターチェンジは駿河区にある静岡IC。

一般道
- 国道1号線（静清バイパス含む）
- 国道362号線
- 静岡県道27号井川湖御幸線
- 静岡県道29号梅ケ島温泉昭和線
- 静岡県道32号藤枝黒俣線
- 静岡県道60号南アルプス公園線
- 静岡県道67号静岡清水線
- 静岡県道74号山脇大谷線
- 静岡県道189号三ツ峰落合線
- 静岡県道201号平山草薙停車場線
- 静岡県道205号大川静岡線
- 静岡県道207号奈良間手越線
- 静岡県道208号藤枝静岡線
- 静岡県道209号静岡朝比奈藤枝線
- 静岡県道210号相俣岡部線
- 静岡県道354号静岡環状線
- 静岡県道384号高松日出線

## 観光
市街地
- 静岡浅間神社（徳川家康が築造。本社は富士宮市）
- 駿府城址（現在は駿府城公園となっており桜の名所徳川家康銅像、家康手植ミカン、復元された駿府城巽櫓・東御門 他）
- 賤機山城跡（賤機山山頂にある今川氏の詰城）
- 徳川慶喜旧居跡（紺屋町（現浮月楼）、西草深町の2か所）、西郷隆盛・山岡鉄舟会見場跡(葵区伝馬町のペガサート)
- 山田長政生家跡(葵区浅間通り商店街)
- 臨済寺（今川氏の菩提寺で、徳川家康が幼少期を過ごした寺）
- 長源院（徳川家康の位牌、印籠などの遺品がある）
- 清水寺（徳川家康が奉納した千手観音がある）
- 宝台院

安倍川以西
- 木枯森（『枕草子』。歌枕として有名）
- 洞慶院（梅の名所として知られる）
- 安倍城址（狩野貞長の居城跡）
- 増善寺（今川・徳川両家に所縁の寺）

梅ヶ島
- 安倍の大滝
- 梅ヶ島温泉郷
  - 梅ヶ島温泉
  - 梅ヶ島新田温泉
  - 梅ヶ島コンヤ温泉
- 大谷崩
- 油山温泉

田代
- 畑薙第一ダム
- 畑薙第二ダム
- 南アルプス（赤石山脈）
- 田代温泉

井川
- 井川ダム
- 井川赤石温泉

## 公共機関

### 役所
- 静岡県庁
- 静岡市役所静岡庁舎・葵区役所
- 葵区役所井川支所
- 大川市民サービスコーナー(日向)
- 大河内市民サービスコーナー(平野)
- 清沢市民サービスコーナー(昼居渡)
- 北部市民サービスコーナー(昭府二丁目)
- 西部市民サービスコーナー(田町三丁目)
- 東部市民サービスコーナー(千代田七丁目)
- 梅ケ島市民サービスコーナー(梅ケ島)
- 城東市民サービスコーナー(城東町)
- 玉川市民サービスコーナー(落合)

### 生涯学習センター
- 葵生涯学習センター・女性会館 （アイセル21）
- 北部生涯学習センター
- 西部生涯学習センター
- 東部生涯学習センター
- 西奈生涯学習センター（リンク西奈）
- 藁科生涯学習センター
- 北部生涯学習センター美和分館（アカデ美和）
- 清沢生涯学習交流館
- 大川生涯学習交流館
- 玉川生涯学習交流館
- 大河内生涯学習交流館
- 梅ケ島生涯学習交流館
- 田代生涯学習交流館

### 市立図書館
- 御幸町図書館
- 北部図書館
- 中央図書館
  - 中央図書館麻機分館
  - 中央図書館美和分館
- 藁科図書館
- 西奈図書館

### 警察
- 静岡県警察本部
- 静岡県警静岡中央警察署

### 消防
- 静岡市消防局
- 静岡市葵消防署
- 静岡市千代田消防署

### 郵便
- 静岡中央郵便局：420-00xx、420-08xx、420-09xx、421-12xx、420-85xx、420-86xx、420-87xx
- 清沢郵便局：421-13xx
- 日向郵便局：421-14xx
- 賤機郵便局：421-21xx、421-22xx、421-23xx
- 井川郵便局：428-05xx

## 教育

### 大学
- 静岡社会健康医学大学院大学
- 常葉大学
- 常葉大学短期大学部

### 専門学校

#### 私立
- 中央調理製菓専門学校静岡校
- 大原簿記情報医療専門学校静岡校
- 大原トラベル・ホテル・ブライダル専門学校静岡校
- 大原法律公務員専門学校静岡校
- 静岡県理容美容専門学校（高等課程併設）
- 静岡産業技術専門学校
- 静岡デザイン専門学校

- 静岡インターナショナル・エア・リゾート専門学校
- 駿河学院実務専門学校 （高等課程併設）
- 専門学校ノアデザインカレッジ
- 専門学校静岡工科自動車大学校
- 常葉学園静岡リハビリテーション専門学校

### 高等専修学校
- 静進情報高等専修学校

### 高等学校
- 静岡県立静岡高等学校
- 静岡県立静岡城北高等学校
- 静岡県立静岡東高等学校
- 静岡県立静岡西高等学校
- 静岡県立静岡中央高等学校
- 静岡県立静岡商業高等学校
- 静岡県立静岡農業高等学校
- 常葉大学附属常葉高等学校
- 常葉大学附属橘高等学校
- 静岡県立科学技術高等学校
- 静岡市立高等学校
- 静岡雙葉高等学校
- 静岡英和女学院高等学校
- 静岡北高等学校
- 静岡大成高等学校
- 静岡学園高等学校
- 鹿島学園高等学校静岡キャンパス
- 第一学院高等学校静岡校
- つくば開成高等学校静岡キャンパス
- 日本航空高等学校静岡校
- キラリ高等学校静岡キャンパス
- ヒューマンキャンパス高等学校
静岡学習センター

### 中学校
- 静岡市立籠上中学校
- 静岡市立末広中学校
- 静岡市立安倍川中学校
- 静岡市立美和中学校
- 静岡市立城内中学校
- 静岡市立安東中学校
- 静岡市立東中学校
- 静岡市立西奈中学校
- 静岡市立観山中学校
- 静岡市立竜爪中学校
- 静岡市立賤機中学校
- 静岡市立玉川中学校
- 静岡市立服織中学校
- 静岡市立藁科中学校
- 静岡大学教育学部附属静岡中学校
- 常葉大学附属常葉中学校
- 常葉大学附属橘中学校
- 静岡雙葉学園中学校
- 静岡英和女学院中学校
- 静岡大成中学校
- 静岡北中学校
- 静岡学園中学校

### 小中一貫校
- 静岡市立井川小中学校
- 静岡市立梅ケ島小中学校
- 静岡市立大河内小中学校
- 静岡市立大川小中学校

### 小学校
- 静岡市立番町小学校
- 静岡市立新通小学校
- 静岡市立駒形小学校
- 静岡市立安西小学校
- 静岡市立田町小学校
- 静岡市立井宮小学校
- 静岡市立井宮北小学校
- 静岡市立安倍口小学校
- 静岡市立美和小学校
- 静岡市立足久保小学校
- 静岡市立伝馬町小学校
- 静岡市立葵小学校
- 静岡市立横内小学校
- 静岡市立安東小学校
- 静岡市立竜南小学校
- 静岡市立城北小学校
- 静岡市立千代田小学校
- 静岡市立千代田東小学校
- 静岡市立北沼上小学校
- 静岡市立麻機小学校
- 静岡市立西奈小学校
- 静岡市立西奈南小学校
- 静岡市立賤機南小学校
- 静岡市立賤機中小学校
- 静岡市立賤機北小学校
- 静岡市立松野小学校
- 静岡市立玉川小学校
- 静岡市立服織小学校
- 静岡市立服織西小学校
- 静岡市立南藁科小学校
- 静岡市立中藁科小学校
- 静岡市立中藁科小学校
小布杉分校（休校）
- 静岡市立峰山小学校
- 静岡大学教育学部附属静岡小学校
- 常葉大学教育学部附属橘小学校

### 幼稚園
（私立幼稚園は、静岡県私立幼稚園振興協会加盟の園のみ掲載）
- 静岡大学教育学部附属幼稚園
- かえで幼稚園
- 桜花幼稚園
- 横内幼稚園
- 静岡田町幼稚園
- 静岡聖母幼稚園
- こまどり幼稚園

- 静岡精華幼稚園
- 羽鳥るり幼稚園
- てるみ幼稚園
- リリー幼稚園
- 麻機幼稚園
- 常葉大学短期大学部附属
とこは幼稚園
- 常葉大学短期大学部附属
たちばな幼稚園
- 静岡平和幼稚園
- 千代田幼稚園
- 第一ひかり幼稚園
- わらべ幼稚園

### 学校教育以外の施設

#### 認定こども園（幼保連携型）
- 静岡市立上土こども園
- 静岡市立安倍口こども園
- 静岡市立安倍口中央こども園
- 静岡市立安東こども園
- 静岡市立新富町こども園
- 静岡市立瀬名川こども園
- 静岡市立田町こども園
- 静岡市立長沼こども園
- 静岡市立中藁科こども園
- 静岡市立西奈こども園
- 静岡市立服織こども園
- 静岡市立服織中央こども園
- 静岡市立藁科こども園
- 静岡市立井川こども園
- 静岡市立梅ケ島こども園
- 静岡市立大川こども園
- 静岡市立清沢こども園
- 北沼上こども園
- こすもすこども園
- 賤機こども園
- 新間杉の子こども園
- 日吉町こども園
- 北安東こども園
- 竜南こども園

#### 保育所
（認可保育所のみ掲載）
- 静岡ホーム保育学園
- 千代田保育園
- 春日保育園
- 一番町保育園
- 月影保育園
- うしづま保育園
- 若松保育園
- ルンビニー保育園
- 足久保保育園
- 沼上保育園
- 水落保育園
- 北沼上保育園
- 蛍ヶ丘保育園
- こぐま保育園
- いけがや保育園
- こばと保育園
- 小百合キンダーホーム
- あゆみ保育園
- 麻機保育園
- 美和保育園
- 城北保育園
- あゆみ第2保育園
- いさみ保育園
- 麻華保育園
- あい保育園（古庄）
- あい保育園（沼上分園）
- 沓谷おひさまの森保育園

## 区内の町
町名の後の☆は全域住居表示済、☆†は一部住居表示済、◇は地番整理済

### 第1ブロック
- 追手町（おうてまち）☆†
- 城内町（じょうないちょう）☆
- 駿府町（すんぷちょう）☆
- 駿府城公園（すんぷじょうこうえん）☆
- 西草深町（にしくさぶかちょう）☆
- 東草深町（ひがしくさぶかちょう）☆
- 水落町（みずおちちょう）☆
- 御幸町（みゆきちょう）
- 黒金町（くろがねちょう）
- 呉服町一丁目（ごふくちょう）
- 呉服町二丁目
- 両替町一丁目（りょうがえちょう）
- 両替町二丁目
- 七間町（しちけんちょう）
- 紺屋町（こうやまち）
- 昭和町（しょうわちょう）
- 常磐町一丁目（ときわちょう）
- 常磐町二丁目
- 駿河町（するがちょう）
- 人宿町一丁目（ひとやどちょう）◇
- 人宿町二丁目◇
- 上石町（かみごくちょう）
- 梅屋町（うめやちょう）◇
- 本通一丁目（ほんとおり）
- 本通二丁目
- 本通三丁目
- 中町（なかちょう）
- 馬場町（ばばんちょう）
- 富士見町（ふじみちょう）
- 金座町（きんざまち）
- 車町（くるまちょう）
- 宮ケ崎町（みやがさきちょう）
- 長谷町（はせちょう）
- 浅間町一丁目（せんげんちょう）
- 浅間町二丁目
- 安東柳町（あんどうやなぎちょう）
- 丸山町（まるやまちょう）
- 大岩宮下町（おおいわみやしたちょう）
- 安東一丁目（あんどう）☆
- 鷹匠一丁目（たかじょう）☆
- 鷹匠二丁目☆
- 鷹匠三丁目☆
- 春日一丁目（かすが）☆
- 春日二丁目☆
- 春日三丁目☆†
- 音羽町（おとわちょう）☆
- 相生町（あいおいちょう）☆
- 横田町（よこたまち）☆
- 東町（あずまちょう）
- 日出町（ひのでちょう）
- 伝馬町（てんまちょう）
- 栄町（さかえちょう）
- 柚木（ゆのき）
- 宮前町（みやまえちょう）
- 城東町（じょうとうちょう）
- 緑町（みどりちょう）☆
- 西千代田町（にしちよだちょう）☆
- 東鷹匠町（ひがしたかじょうまち）☆†
- 横内町（よこうちちょう）
- 太田町（おおたまち）
- 巴町（ともえちょう）
- 瓦場町（かわらばちょう）
- 春日町（かすがちょう）
- 上足洗（かみあしあらい）
- 上足洗一丁目☆
- 上足洗二丁目☆
- 銭座町（ぜんざまち）
- 上沓谷町（かみくつのやちょう）
- 沓谷一丁目（くつのや）☆†

### 第2ブロック
- 常磐町三丁目（ときわちょう）☆
- 西門町（にしもんちょう）☆
- 駒形通一丁目（こまがたどおり）☆
- 駒形通二丁目☆
- 駒形通三丁目☆
- 駒形通四丁目☆
- 駒形通五丁目☆
- 駒形通六丁目☆
- 双葉町（ふたばちょう）☆
- 川辺町一丁目（かわなべちょう）☆
- 川辺町二丁目☆
- 天王町（てんのうちょう）☆
- 吉野町（よしのちょう）☆
- 桜木町（さくらぎちょう）☆
- 本通四丁目（ほんとおり）◇
- 本通五丁目◇
- 本通六丁目◇
- 本通七丁目◇
- 本通八丁目◇
- 本通九丁目
- 本通十丁目
- 本通西町（ほんとおりにしまち）
- 新通一丁目（しんとおり）☆
- 新通二丁目☆
- 大鋸町（おおがまち）
- 通車町（とおりくるまちょう）◇
- 清閑町（せいかんちょう）☆
- 弥勒一丁目（みろく）☆
- 弥勒二丁目☆
- 南安倍一丁目（みなみあべ）☆
- 南安倍二丁目☆
- 川越町（かわごしちょう）☆
- 屋形町（やかたまち）
- 大工町（だいくちょう）
- 一番町（いちばんちょう）
- 二番町（にばんちょう）◇
- 三番町（さんばんちょう）◇
- 四番町（よんばんちょう）◇
- 五番町（ごばんちょう）◇
- 六番町（ろくばんちょう）◇
- 七番町（しちばんちょう）◇
- 八番町（はちばんちょう）◇
- 新富町一丁目（しんとみちょう）
- 新富町二丁目
- 新富町三丁目
- 新富町四丁目
- 新富町五丁目
- 新富町六丁目
- 研屋町（とぎやちょう）
- 錦町（にしきちょう）
- 茶町一丁目（ちゃまち）
- 茶町二丁目
- 上桶屋町（かみおけやちょう）
- 土太夫町（どだゆうちょう）
- 柚木町（ゆずのきちょう）
- 葵町（あおいちょう）
- 住吉町一丁目（すみよしちょう）
- 住吉町二丁目
- 柳町（やなぎちょう）
- 幸町（さいわいちょう）◇
- 田町一丁目（たまち）
- 田町二丁目
- 田町三丁目
- 田町四丁目
- 田町五丁目
- 田町六丁目
- 田町七丁目
- 南田町（みなみたまち）☆
- 上新富町（かみしんとみちょう）◇
- 八千代町（やちよちょう）
- 安倍町（あべちょう）
- 片羽町（かたはちょう）
- 安西一丁目（あんざい）
- 安西二丁目
- 安西三丁目
- 安西四丁目
- 安西五丁目
- 北番町（きたばんちょう）
- 井宮町（いのみやちょう）[注釈 6]
- 材木町（ざいもくちょう）
- 末広町（すえひろちょう）
- 神明町（しんめいちょう）
- 若松町（わかまつちょう）
- 水道町（すいどうちょう）

### 第3ブロック
- 大岩（おおいわ）
- 大岩一丁目☆
- 大岩二丁目☆
- 大岩三丁目☆
- 大岩四丁目☆
- 大岩本町（おおいわほんちょう）☆
- 大岩町（おおいわちょう）☆
- 安東二丁目（あんどう）☆
- 安東三丁目☆
- 北安東一丁目（きたあんどう）☆
- 北安東二丁目☆
- 北安東三丁目☆
- 北安東四丁目☆
- 北安東五丁目☆
- 上足洗三丁目（かみあしあらい）☆
- 上足洗四丁目☆
- 千代田（ちよだ）
- 千代田一丁目☆
- 千代田二丁目☆
- 千代田三丁目☆
- 千代田四丁目☆
- 竜南一丁目（りゅうなん）☆
- 竜南二丁目☆
- 竜南三丁目☆
- 城北（じょうほく）
- 城北二丁目☆
- 池ケ谷（いけがや）☆†
- 池ケ谷東（いけがやひがし）☆
- 唐瀬一丁目（からせ）☆
- 唐瀬二丁目☆
- 唐瀬三丁目☆
- 岳美（たけみ）☆
- 岳美一丁目☆†
- 南（みなみ）
- 南一丁目☆
- 南二丁目☆
- 有永（ありなが）
- 有永町（ありながちょう）☆
- 羽高（はたか）
- 羽高町（はたかちょう）☆
- あさはた一丁目☆
- あさはた二丁目☆
- 北（きた）
- 北一丁目☆
- 北二丁目☆
- 北三丁目☆
- 北四丁目☆
- 北五丁目☆
- 東（ひがし）
- 東一丁目☆
- 東二丁目☆
- 芝原（しばはら）
- 柳原（やなぎはら）◇
- 赤松（あかまつ）◇
- 前林（まえばやし）◇
- 漆山（うるしやま）
- 平柳（ひらやなぎ）

### 第4ブロック
- 辰起町（たつきちょう）☆
- 平和一丁目（へいわ）☆
- 平和二丁目☆
- 平和三丁目☆
- 籠上（かごうえ）☆†
- 美川町（みかわちょう）☆
- 桜町一丁目（さくらちょう）☆
- 桜町二丁目☆
- 新伝馬一丁目（しんてんま）☆
- 新伝馬二丁目☆
- 新伝馬三丁目☆
- 昭府町（しょうぶちょう）
- 昭府一丁目（しょうぶ）☆
- 昭府二丁目☆
- 伊呂波町（いろはちょう）☆
- 堤町（つつみちょう）
- 秋山町（あきやまちょう）☆
- 上伝馬（かみてんま）☆
- 与一一丁目（よいち）☆
- 与一二丁目☆
- 与一三丁目☆
- 与一四丁目☆
- 与一五丁目☆
- 与一六丁目☆
- 松富上組（まつどみかみぐみ）
- 松富一丁目（まつどみ）☆
- 松富二丁目☆
- 松富三丁目☆
- 松富四丁目☆
- 福田ケ谷（ふくだがや）
- 下（しも）
- 門屋（かどや）
- 牛妻（うしづま）
- 郷島（ごうじま）
- 野田平（のたひら）
- 俵沢（たわらざわ）
- 油島（ゆじま）
- 俵峰（たわらみね）
- 与左衛門新田（よざえもんしんでん）
- 西ケ谷（にしがや）
- 安倍口新田（あべぐちしんでん）
- 安倍口団地（あべぐちだんち）☆
- 藤兵衛新田（とうべえしんでん）
- 幸庵新田（こうあんしんでん）
- 内牧（うちまき）
- 中ノ郷（なかのごう）
- 遠藤新田（えんどうしんでん）
- 足久保口組（あしくぼくちぐみ）
- 足久保奥組（あしくぼおくぐみ）
- 油山（ゆやま）
- 松野（まつの）
- 津渡野（つどの）

### 第5ブロック
- 井川（いかわ）
- 岩崎（いわさき）
- 上坂本（かみさかもと）
- 田代（たしろ）
- 小河内（こごうち）
- 中沢（なかざわ）
- 桂山（かやま）
- 落合（おちあい）
- 森腰（もりこし）
- 長熊（ながくま）
- 奥池ケ谷（おくいけがや）
- 柿島（かきしま）
- 長妻田（ながつまた）
- 油野（ゆの）
- 上落合（かみおちあい）
- 口仙俣（くちせんまた）
- 奥仙俣（おくせんまた）
- 内匠（たくみ）
- 腰越（こしごえ）
- 横沢（よこさわ）
- 大沢（おおさわ）
- 口坂本（くちさかもと）
- 入島（にゅうじま）
- 梅ケ島（うめがしま）
- 相淵（あいぶち）
- 蕨野（わらびの）
- 横山（よこやま）
- 平野（ひらの）
- 中平（なかひら）
- 渡（ど）
- 有東木（うとうぎ）

### 第6ブロック
- 山崎一丁目（やまざき）
- 山崎二丁目
- 千代（せんだい）
- 千代一丁目☆
- 千代二丁目☆
- 慈悲尾（しいのお）
- 建穂（たきょう）
- 建穂一丁目☆
- 建穂二丁目☆
- 羽鳥（はとり）
- 羽鳥一丁目☆
- 羽鳥二丁目☆
- 羽鳥三丁目☆
- 羽鳥四丁目☆
- 羽鳥五丁目☆
- 羽鳥六丁目☆
- 羽鳥七丁目☆
- 羽鳥大門町（はとりだいもんちょう）☆
- 羽鳥本町（はとりほんちょう）☆
- 新間（しんま）
- 谷津（やつ）
- 牧ケ谷（まきがや）
- 産女（うぶめ）
- 吉津（よしづ）
- 飯間（はんま）
- 小瀬戸（こぜと）
- 西又（にしまた）
- 富厚里（ふこうり）
- 小布杉（こぶすぎ）
- 奈良間（ならま）
- 富沢（とんざわ）
- 大原（おおはら）
- 水見色（みずみいろ）
- 赤沢（あかざわ）
- 寺島（てらじま）
- 鍵穴（かぎあな）
- 坂本（さかもと）
- 小島（こじま）
- 昼居渡（ひるいど）
- 相俣（あいまた）
- 黒俣（くろまた）
- 杉尾（すぎお）
- 坂ノ上（さかのかみ）
- 栃沢（とちざわ）
- 日向（ひなた）
- 湯ノ島（ゆのしま）
- 諸子沢（もろこざわ）
- 楢尾（ならお）
- 大間（おおま）
- 崩野（くずれの）
- 八草（やくさ）

### 第7ブロック
- 千代田五丁目（ちよだ）☆
- 千代田六丁目☆
- 千代田七丁目☆
- 沓谷（くつのや）
- 沓谷二丁目☆
- 沓谷三丁目☆
- 沓谷四丁目☆
- 沓谷五丁目
- 沓谷六丁目◇
- 長沼（ながぬま）
- 長沼一丁目☆
- 長沼二丁目☆
- 長沼三丁目☆
- 長沼南（ながぬまみなみ）☆
- 東静岡一丁目（ひがししずおか）☆
- 古庄一丁目（ふるしょう）☆
- 古庄二丁目☆
- 古庄三丁目☆
- 古庄四丁目☆
- 古庄五丁目☆
- 古庄六丁目☆
- 東千代田一丁目（ひがしちよだ）☆
- 東千代田二丁目☆
- 東千代田三丁目☆
- 川合（かわい）
- 川合一丁目☆
- 川合二丁目☆
- 川合三丁目☆
- 上土一丁目（あげつち）☆
- 上土二丁目☆
- 南沼上（みなみぬまがみ）
- 南沼上一丁目☆
- 南沼上二丁目☆
- 南沼上三丁目☆
- 西瀬名町（にしせなちょう）☆
- 観山（かんざん）◇
- 立石（たていし）◇
- 加藤島（かとうじま）
- 豊地（とよち）◇
- 流通センター（りゅうつうせんたー）☆
- 牛田（うしだ）◇
- 天神前（てんじんまえ）
- 野丈（のだけ）
- 諏訪（すわ）
- 薬師（やくし）
- 瀬名（せな）
- 瀬名一丁目☆
- 瀬名二丁目☆
- 瀬名三丁目☆
- 瀬名四丁目☆
- 瀬名五丁目☆
- 瀬名六丁目☆
- 瀬名七丁目☆
- 瀬名川一丁目（せながわ）☆
- 瀬名川二丁目☆
- 瀬名川三丁目☆
- 瀬名中央一丁目（せなちゅうおう）☆
- 瀬名中央二丁目☆
- 瀬名中央三丁目☆
- 瀬名中央四丁目☆
- 東瀬名町（ひがしせなちょう）☆
- 南瀬名町（みなみせなちょう）☆
- 北沼上（きたぬまがみ）
- 上土新田（あげつちしんでん）
- 長尾（ながお）
- 平山（ひらやま）

## 出身者
- 坂井永年 - イラストレーター
- しりあがり寿 - 漫画家
- 杉浦俊香 - 日本画家
- 瀬名秀明 - 作家
- 未唯mie - （ピンク・レディー）歌手、女優、タレント
- 増田惠子 - （ピンク・レディー）歌手、女優、タレント
- 加藤諒 - 俳優、タレント
- 佐津川愛美 - 女優
- 美保純 - 女優、タレント
- 酒井美紀 [注釈 7]- 女優
- 鈴木涼太 - 舞台俳優
- ピエール瀧 - （電気グルーヴ）ミュージシャン、作詞家、俳優、声優、タレント
- 三浦知良 - サッカー選手
- 高橋駿 - プロ野球選手
- 森敬斗 - プロ野球選手
- 高木虎之介 - 元F1ドライバー
- 山川静夫 - 元NHKアナウンサー
- 久保田祐佳 - NHKアナウンサー
- 海野三次郎 - 台湾の実業家
- 仲本千津 - 社会起業家
- 成岡輝瑠 - サッカー選手